# Prikubanski (Krasnoarméiskaya, Krasnodar)
Prikubanski (del ruso: Прикубанский) es un jútor del raión de Krasnoarméiskaya del krai de Krasnodar, en Rusia. Está situado en la orilla derecha del río Kubán (en el lugar donde surge su distributario Anguélinski), frente a Yekaterínovski y junto al Bosque Rojo del Kubán, 35 km al sudeste de Poltávskaya y 41 km al oeste de Krasnodar. Tenía 500 habitantes en 2010
Pertenece al municipio Novomyshastovskoye.